# Kagoshima
Kagoshima (jap. 鹿児島市 Kagoshima-shi, deutsch ‚kreisfreie Stadt Kagoshima‘, englisch Kagoshima City/City of Kagoshima/Kagoshima, Kagoshima; im Deutschen auch Kagoschima) ist eine japanische Hafenstadt an der Südwestspitze der Insel Kyūshū. Sie ist Präfekturhauptstadt von Kagoshima.
Die Stadt ist geprägt von der Nahrungsmittel-, Porzellan- und Textilindustrie.
Nicht in der hier beschriebenen Stadt Kagoshima, sondern in anderen Städten in Kagoshima liegen unter anderem in der Stadt Kimotsuki das Uchinoura Space Center und in der Stadt Kirishima der Flughafen Kagoshima.

## Geschichte
Die Stadt ist seit dem 8. Jahrhundert bekannt. Das Engi-shiki erwähnt einen Kagoshima-Schrein. Die Burg wurde zunächst Ueyama-jō genannt und gehörte den Ueyama. Später findet man eine Tōfuku-jō, deren Burgherr Kimotsuki Kuneshige war. Er wurde 1341 von Shimazu Sadahisa abgesetzt, der seinen Sohn Ujihisa dort einsetzte. Ujihisa verließ aber den Ort und ließ sich in Aira (Ōsumi) neben Shibushi (Hyūga) nieder. Motohisa, Sohn des Ujihisa, kehrte nach Kagoshima zurück und baute dort eine neue Burg, die er Shimazu-jō nannte. Takahisa, sein Nachkomme in der 9. Generation, baute Uchi-shiro in der Stadt. Schließlich errichtete Iehisa die Burg Tsurumaru-jō an der Stelle der alten Ueyama-jō. Seine Nachkommen residierten dort bis zur Meiji-Restauration.
Kagoshima war die Stadt, in der Francisco de Xavier am 15. August 1549 an Land ging. 1863 kam es zum Namamugi-Zwischenfall, bei dem der englische Admiral Kuper in Vergeltung für den Mord an dem Kaufmann Richardson die Stadt bombardierte.
Der Shimazu-Klan gehörte zu den großen Gegnern der Tokugawa und stellte nach der Meiji-Restauration bedeutende Politiker, u. a. Saigō Takamori und Ōkubo Toshimichi. 1877 wurde die Stadt Mittelpunkt der Satsuma-Rebellion. Nach achtmonatigen Kämpfen wurde die Stadt fast vollständig niedergebrannt, wobei auch die Burg zerstört wurde. Saigō, der Anführer der Rebellion, nahm sich dabei das Leben.

## Geographie
Die größte Fläche des Stadtareals befindet sich am Westufer (Satsuma-Halbinsel) der 70 km tief in die Insel eingeschnittenen Kagoshima-Bucht. In deren Mitte, direkt östlich vor dem Stadtzentrum befindet sich der Vulkan Sakura-jima. Am Fuß des aktiven Vulkans befinden sich weitere Stadtteile. Der Vulkan stößt in unregelmäßigen Abständen Asche aus, welche Infrastruktur und Menschen belasten.

### Klima
|                       | Jan  | Feb  | Mär  | Apr  | Mai  | Jun  | Jul  | Aug  | Sep  | Okt  | Nov  | Dez  |   |      |
| Mittl. Tagesmax. (°C) | 12,2 | 13,1 | 16,5 | 21,3 | 24,7 | 27,3 | 31,4 | 32,2 | 29,5 | 25,1 | 19,8 | 14,6 | ⌀ | 22,4 |
| Mittl. Tagesmin. (°C) | 2,6  | 3,7  | 6,5  | 11,8 | 15,9 | 20,0 | 24,2 | 24,5 | 21,4 | 15,3 | 9,6  | 4,4  | ⌀ | 13,4 |
|                       |      |      |      |      |      |      |      |      |      |      |      |      |   |      |
| Niederschlag (mm)     | 87   | 103  | 161  | 230  | 259  | 400  | 304  | 213  | 216  | 106  | 88   | 71   | Σ | 2238 |
|                       |      |      |      |      |      |      |      |      |      |      |      |      |   |      |
| Sonnenstunden (h/d)   | 4,2  | 4,4  | 4,0  | 5,0  | 5,1  | 4,1  | 6,1  | 6,7  | 5,6  | 5,9  | 5,0  | 4,6  | ⌀ | 5,1  |
|                       |      |      |      |      |      |      |      |      |      |      |      |      |   |      |
| Wassertemperatur (°C) | 17   | 17   | 17   | 18   | 21   | 24   | 27   | 28   | 27   | 24   | 21   | 19   | ⌀ | 21,7 |
|                       |      |      |      |      |      |      |      |      |      |      |      |      |   |      |
| Luftfeuchtigkeit (%)  | 71   | 70   | 69   | 73   | 74   | 79   | 78   | 77   | 76   | 71   | 72   | 72   | ⌀ | 73,5 |

| 2,6 |

| 3,7 |

| 6,5 |

| 11,8 |

| 15,9 |

| 20,0 |

| 24,2 |

| 24,5 |

| 21,4 |

| 15,3 |

| 9,6 |

| 4,4 |

| 2,6 |

| 3,7 |

| 6,5 |

| 11,8 |

| 15,9 |

| 20,0 |

| 24,2 |

| 24,5 |

| 21,4 |

| 15,3 |

| 9,6 |

| 4,4 |

## Sehenswürdigkeiten

### Tourismus auf dem Vulkan
Mit einer Fähre gelangt man auf die Vulkaninsel. Von dort aus fährt ein Bus mit mehreren Zwischenstopps zu einem Aussichtspunkt. Es gibt auch die Möglichkeit, Fahrräder oder ein Auto zu mieten und damit um den Sakura-jima herum zu fahren.

## Verkehr
- Straßen:
  - Kyūshū-Autobahn

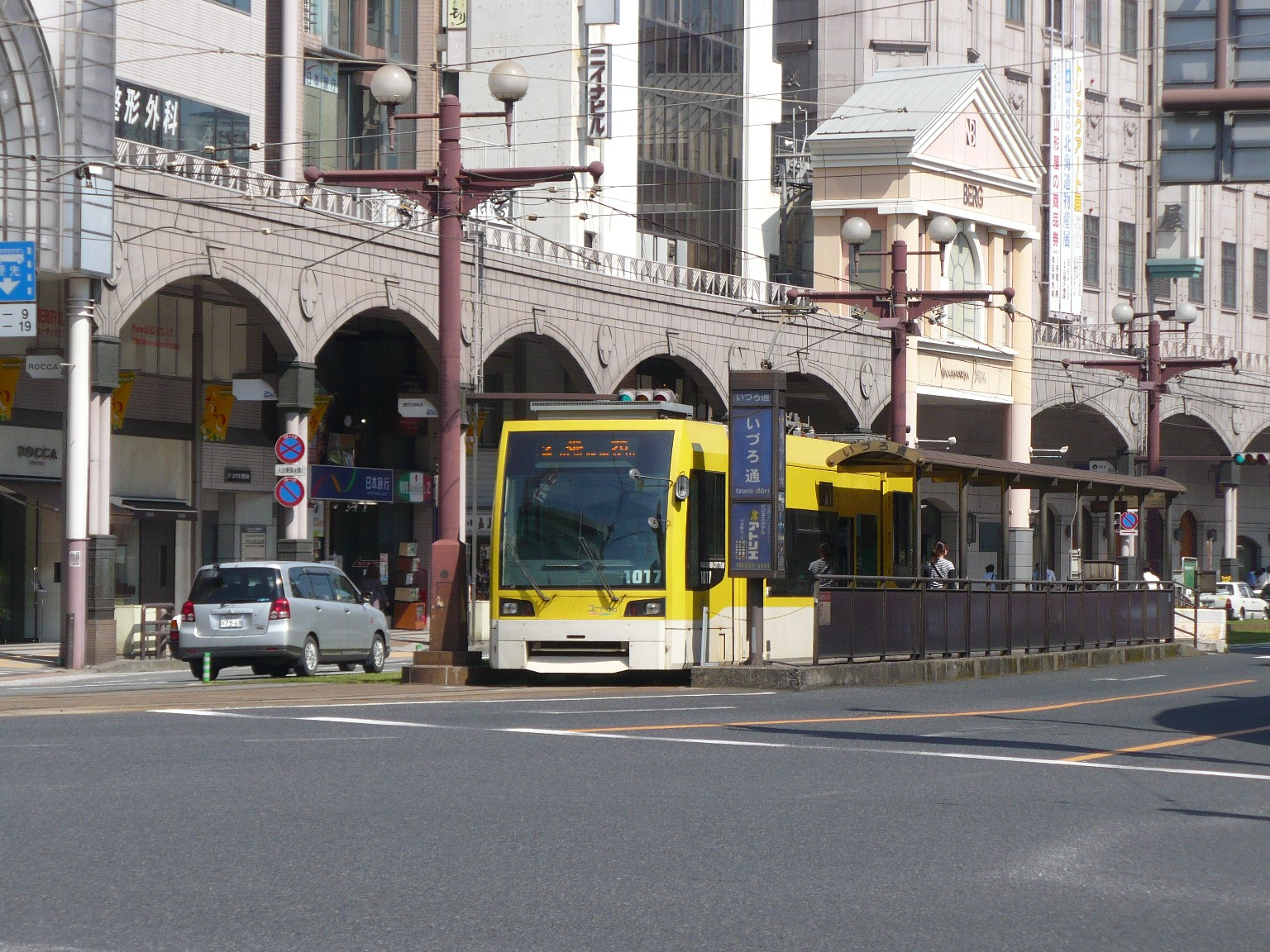
Straßenbahn an der Idzuro-dōri

  - Nationalstraße 3: nach Kitakyūshū
  - Nationalstraße 10: nach Kitakyūshū
- Eisenbahn:
  - JR Kyūshū-Shinkansen: nach Fukuoka
  - JR Kagoshima-Hauptlinie: nach Fukuoka
  - JR Nippō-Hauptlinie: nach Kokura
  - JR Ibusuki-Makurazaki-Linie: nach Ibusuki und Makurazaki
- Straßenbahn Kagoshima

## Städtepartnerschaften
- Neapel, Italien (seit 1960)
- Perth, Australien (seit 1974)
- Changsha, Volksrepublik China (seit 1982)
- Miami, Vereinigte Staaten (seit 1990)

## Persönlichkeiten
- Shimazu Yoshihiro (1535–1619), Feldherr von der Sengoku-Zeit bis zur frühen Edo-Zeit
- Saigō Takamori (1828–1877) war einer der einflussreichsten Samurai in der japanischen Geschichte.
- Ōkubo Toshimichi (1830–1878) war einer der drei großen Adligen, die in Japan die Revolution gegen das Shogunat 1868 anführten.
- Matsukata Masayoshi (1835–1924), 4. und 6. Premierminister Japans
- Kawamura Sumiyoshi (1836–1904), Admiral und Marineminister
- Kuroda Kiyotaka (1840–1900), 2. Premierminister Japans
- Ōyama Iwao (1842–1916), Generalfeldmarschall
- Itō Sukeyuki (1843–1914), Seeoffizier der Kaiserlich Japanischen Marine
- Inoue Yoshika (1845–1929), Seeoffizier der Kaiserlich Japanischen Marine
- Tōgō Heihachirō (1848–1934), Admiral
- Yamamoto Gonnohyōe (1852–1933), Militär und der 16. und 22. Premierminister Japans
- Kabayama Sukehide (1869–1941), Regierungsbeamter
- Ume Tange (1873–1955), Chemikerin und Agrarwissenschaftlerin
- Ushijima Mitsuru (1887–1945) General
- Tateyama Toshifumi (1923–2007), Gewerkschafter
- Francis Xavier Hiroaki Nakano (* 1951), römisch-katholischer Bischof von Kagoshima
- Hiroko Ōta (* 1954), Politikerin
- Kamikawa Tōru (* 1963), Fußballschiedsrichter
- Aya Iwamoto (* 1973), Übersetzerin
- Sachie Matsushita (* 1976), Pianistin und Komponistin
- Yasuhito Endō (* 1980), Fußballspieler
- Yōko Maki (* 1981), Mangaka und Illustratorin
- Saori Sakoda (* 1987), Volleyballspielerin
- Kōhei Hattanda (* 1990), Fußballspieler
- Yuki Kashiwagi (* 1991), Sängerin (AKB48)
- Takaki Fukumitsu (* 1992), Fußballspieler
- Miyuki Uehara (* 1995), Langstreckenläuferin
- Remi Tsuruta (* 1997), Sprinterin
- Miyawaki Sakura (* 1998), Sängerin und Schauspielerin
- Kyōsuke Tagawa (* 1999), Fußballspieler
- Soichiro Fukaminato (* 2000), Fußballspieler

## Angrenzende Städte und Gemeinden
- Tarumizu
- Hioki
- Ibusuki
- Minamisatsuma
- Minamikyūshū
- Aira